# 諾頓維爾 (肯塔基州)
諾頓維爾（英語：Nortonville）是一個位於美國肯塔基州霍普金斯縣的城市。

## 地方資料
根據2020年美國人口普查的數據，諾頓維爾的面積為3.09平方千米，當中陸地面積為3.00平方千米，而水域面積為0.09平方千米。當地共有人口977人，而人口密度為每平方千米316.18人。